# André Chevrillon
Pour les articles homonymes, voir Chevrillon.
Louis André Chevrillon, né à Ruelle-sur-Touvre (Charente) le 3 mai 1864 et mort à Paris le 9 juillet 1957, est un écrivain français.

## Biographie
André Chevrillon naît à Ruelle, où son père Isidore Chevrillon (1826-1877), capitaine d'artillerie de marine, est adjoint à la fonderie impériale. Il terminera sa carrière chef d'escadron et officier de la Légion d'honneur. Il avait épousé à Paris en 1863 Eugénie Marie Sophie Taine. Ainsi, sa mère est la sœur cadette d'Hippolyte Taine. Il aura pour sœur Madeleine Saint-René Taillandier (qui naît en 1865). Il passe une partie de son enfance en Angleterre. Il fait ensuite ses études secondaires à Paris et obtient une licence d'histoire à la Sorbonne. Il est reçu premier à l'agrégation d'anglais en 1887 et fait sa thèse de doctorat sur Sydney Smith et la Renaissance des idées libérales en Angleterre au XIXe siècle.
Professeur à l'École navale et à la faculté des lettres de Lille, il se consacre uniquement à la littérature à partir de 1894. L’Académie française lui décerne le prix Marcelin Guérin en 1892 et 1895 et le prix Vitet en 1902. Il est élu membre de l'Académie française en 1920 au fauteuil no 21.
Il a fait de nombreux voyages dans le monde, notamment en Inde, aux Amériques, en Afrique.
Son livre La Menace allemande (1934) fait partie, sur la liste Bernhard, des premiers livres interdits en France, dès le mois d'août 1940, par les autorités d'occupation. Son épouse est décédée en 1952.

## Publications
- Dans l’Inde (1891), prix Marcelin Guérin de l’Académie française en 1892
- Sydney Smith et la renaissance des idées libérales en Angleterre au XIXe siècle, thèse de doctorat (1894), prix Marcelin Guérin de l’Académie française en 1895
- Terres mortes : Thébaïde, Judée (1897)
- Études anglaises (1901)
- Sanctuaires et Paysages d’Asie (1905)
- Un crépuscule d’Islam (1906)
- La Pensée de Ruskin (1909)
- Nouvelles études anglaises (1910)
- Marrakech dans les palmes (1913)
- L'Angleterre et la guerre (1916)
- Près des combattants (1917)
- Les Américains à Brest (1917)
- Soumission du Nizzam et apogée de l’Empire français dans l’Inde (1750) (1917)
- Trois études sur la littérature anglaise : la poésie de Kipling, John Galsworthy, Shakespeare et l’âme anglaise (1921)
- La Bretagne d’hier (2 volumes, 1925) (L'enchantement breton- Derniers reflets à l'Occident)
- Les Puritains du désert (1927)
- La Mer dans les bois, illustré par André Dauchez (1928)
- Taine, formation de sa pensée (1932)
- Visions du Maroc (1933)
- La Menace allemande (1934)
- Rudyard Kipling (1936)
- Portrait de Taine (1958)